# Willie Banks
William Augustus ("Willie") Banks III, född 11 mars 1956, är en före detta amerikansk friidrottare (tresteg).
Banks är en av världens bästa trestegshoppare genom tiderna. Hans personliga rekord 17,97 placerar honom på tredje plats efter Kenny Harrison och Jonathan Edwards. Trots detta lyckades Banks aldrig vinna någon större titel. Han deltog vid två olympiska spel och två världsmästerskap och hans främsta merit är en andraplats från VM 1983 i Helsingfors.
Banks slog 1985 João Carlos de Oliveiras tio år gamla världsrekord när han noterade 17,97. Ett rekord han hade i tio år tills Edwards överträffade hans rekord. Banks har i otillåten även vind hoppat över 18 meter, vid en tävling i Indianapolis slog han till med 18,20.
Banks valdes 2005 till president i Amerikanska olympiska kommittén - ett uppdrag han innehar till 2008.